# Научно-экспертный совет Совбеза России
Научно-экспертный совет Совбеза России — методологический и экспертно-аналитический орган при Совете Безопасности РФ, образованный в соответствии с указом президента Российской Федерации от 27.12.2024 № 1119. Занимается оценкой состояния национальной безопасности, прогнозированием внутренних и внешних угроз, выработкой предложений по их нейтрализации. Председатель — секретарь Совбеза Сергей Шойгу.

## История
Научно-экспертный совет Совета Безопасности России образован в 2024 году по распоряжению Владимира Путина «в целях повышения научно-методологического и экспертно-аналитического обеспечения» деятельности Совбеза. При этом был упразднён существовавший ранее научный совет при Совете Безопасности РФ. Научно-экспертный совет создается, реорганизуется и упраздняется президентом России. Решения носят рекомендательный характер, направляются в федеральные органы власти, субъекты РФ и НИИ.

## Президиум
Президиум Научно-экспертного совета утверждается президентом России по предложению секретаря Совбеза.
| Состав президиума согласно указу Владимира Путина от 27 декабря 2024 года | Состав президиума согласно указу Владимира Путина от 27 декабря 2024 года | Состав президиума согласно указу Владимира Путина от 27 декабря 2024 года                                                    | Состав президиума согласно указу Владимира Путина от 27 декабря 2024 года |
| ФИО                                                                       |                                                                           | Должность | Должность в Научно-экспертном совете                                      |
|                                                                           | Шойгу С. К.                                                               | секретарь Совета Безопасности                                                                                                | председатель                                                              |
| ------------------------------------------------------------------------- | ------------------------------------------------------------------------- | --- | ------------------------------------------------------------------------- |
|                                                                           | Нургалиев Р. Г.                                                           | первый заместитель Секретаря Совета Безопасности Российской Федерации                                                        | заместитель председателя                                                  |
|                                                                           | Коновальчик П. М.                                                         | помощник Секретаря Совета Безопасности Российской Федерации                                                                  | заместитель председателя                                                  |
|                                                                           | Галушка А. С.                                                             | заместитель секретаря Общественной палаты Российской Федерации                                                               | заместитель председателя                                                  |
|                                                                           | Коноваленко А. П.                                                         | вице-президент ФГКНУ «Академия криптографии Российской Федерации»                                                            |                                                                           |
|                                                                           | Кокошин А. А.                                                             | заместитель научного руководителя ФГАОУ "Национальный исследовательский университет «Высшая школа экономики»                 | по согласованию                                                           |
|                                                                           | Лишин Н. А.                                                               | заместитель руководителя ФМБА России                                                                                         |                                                                           |
|                                                                           | Маруев А. Ю.                                                              | начальник центра ФСБ России                                                                                                  |                                                                           |
|                                                                           | Новиков В. В.                                                             | старший партнёр ООО "Институт «Кристалл роста»                                                                               | по согласованию                                                           |
|                                                                           | Сигов А. С.                                                               | президент ФГБОУ «МИРЭА—Российский технологический университет»                                                               | по согласованию                                                           |
|                                                                           | Сильвестров С. Н.                                                         | директор Института экономической политики и проблем экономической безопасности «Финансовый университет при правительстве РФ» | по согласованию                                                           |
|                                                                           | Торкунов А. В.                                                            | ректор МГИМО |                                                                           |
|                                                                           | Трушин В. В.                                                              | председатель Военно-научного комитета ВС РФ, заместитель начальника Генштаба                                                 |                                                                           |
|                                                                           | Яковенко А. В.                                                            | заместитель гендиректора МИА «Россия сегодня»                                                                                | по согласованию                                                           |

## Функции
В числе ключевых задач Научно-экспертного совета:
- научно-методическое и экспертно-аналитическое обеспечение деятельности Совбеза России;
- оценка состояния национальной безопасности и прогнозирование внутренних и внешних угроз;
- подготовка предложений по совершенствованию госполитики в сфере национальной безопасности;
- уточнение стратегии национальной безопасности;
- разработка нацпроектов и федеральных программ по нацбезопасности;
- проведение экспертизы нормативных документов, поступающих в Совбез[1].